# Tiếng Bali

Bản đồ phân bố tiếng Bali ở Indonesia
Phần lớn nói tiếng Bali
Một thiểu số đáng kể nói tiếng Bali

Tiếng Bali (Ở địa phương được gọi là Basâ Bali) là một ngôn ngữ Malay-Polynesia được nói bởi khoảng 3,3 triệu người (tính đến  năm 2000), đa số sống trên đảo Bali, cũng như bắc Nusa Penida, tây Lombok và đông Java. Đa số người nói tiếng Bali cũng biết tiếng Indonesia. Ngôn ngữ này đang bắt đầu bị đe dọa ở thủ phủ tỉnh Bali, Denpasar vì cha mẹ chỉ dạy tiếng Indonesia ở thành phố.
Năm 2011, sở văn hóa Bali ước tính rằng số người dùng tiếng Bali trong giao tiếp hằng ngày trên đảo Bali không vượt quá một triệu, do ở đô thị, người lớn chỉ dạy trẻ con tiếng Indonesia hay thậm chí tiếng Anh, trong khi truyền thông đại chúng tiếng Bali đã dần biến mất. Dạng viết của tiếng Bali đang ngày một lạ lẫm với người dân và đa số người Bali dùng ngôn ngữ thường kết hợp một lượng lớn từ vựng tiếng Indonesia vào. Tuy vậy, ở một số nơi ngoài đảo Bali, tiếng Bali vẫn được dùng rỗng rãi và đóng vai trò lớn trong đời sống.

## Ngữ âm

### Nguyên âm
|      | Trước | Giữa | Sau |
| ---- | ----- | ---- | --- |
| Đóng | i     |      | u   |
| Vừa  | e     | ə    | o   |
| mở   |       | a    |     |

Các viết quy chuẩn quy định rằng /a/ và /ə/ đều được viết là a. Ký tự a thường đại diện cho [ə] khi đứng ở cuối từ, và [ə] cũng nằm trong các tiền tố ma-, pa- và da-.

### Phụ âm
|                    | Môi | Môi | Răng | Răng | Vòm | Vòm | Ngạc mềm | Ngạc mềm | Thanh hầu | Thanh hầu |
| ------------------ | --- | --- | ---- | ---- | --- | --- | -------- | -------- | --------- | --------- |
| Mũi                |     | m   |      | n    |     | ɲ   |          | ŋ        |           |           |
| Tắc/Tắc xát        | p   | b   | t    | d    | tʃ  | dʒ  | k        | g        |           |           |
| Xát                |     |     | s    |      |     |     |          |          | h         |           |
| Tiếp cận (Lateral) |     |     |      |      |     | j   |          | w        |           |           |
| Tiếp cận (Lateral) |     |     | l    |      |     |     |          |          |           |           |
| Rung               |     |     |      | r    |     |     |          |          |           |           |

### Nhấn âm
Trọng âm rơi vào âm tiết cuối ở những từ nhiều âm tiết.

## Ngữ pháp
Cấu trúc câu tương tự của tiếng Indonesia, động từ và danh từ có thể biến tố. Nhiều từ mới được xây dựng bằng cách sử dụng tiền tố và hậu tố, hậu tố cũng thay thế nhiệm vụ của mạo từ xác định và không xác định.

## Đếm số
Đếm số trong tiếng Bali gần giống như các ngôn ngữ Nam Đảo khác không có sự khác biệt về số lượng so với các ngôn ngữ Nam Đảo khác, có lẽ một số khác biệt do các từ mượn từ tiếng Phạn 
1. bésik/siki
2. duâ/kálih
3. télu/tigâ
4. papát
5. limâ
6. néném/eném
7. pitu
8. kutus
9. siâ/sangâ
10. dasâ
Con số 10 có lẽ được mượn từ tiếng Phạn và con số 8 dường như không liên quan đến các ngôn ngữ Nam Đảo khác nói chung, nơi nó thường được phát âm là 'wolu' Phần cuối của chữ cái tiếng Bali tương tự như [â] trong tiếng Mã Lai được đọc là schwa [ə].